# Judith Dornys
Judith Dornys (anhörenⓘ; * 21. Februar 1941 in Budapest; † 26. April 1989 in Paris) war eine kanadische Schauspielerin und Tänzerin ungarischer Herkunft.

## Leben
Judith Dornys wurde als Tochter eines Juristen in Budapest geboren. Gemeinsam mit ihren Eltern emigrierte sie zunächst nach Paris; später ging sie dann nach Kanada, wo sie die kanadische Staatsbürgerschaft annahm. Dornys nahm frühzeitig Tanz- und Ballettunterricht, tanzte bei zahlreichen Veranstaltungen und wurde 1959 die jüngste Primaballerina der Städtischen Oper in Berlin. 1959 erhielt sie für ihre tänzerischen Leistungen den Kritikerpreis des Verbandes der deutschen Kritiker e. V. Noch im selben Jahr kam es zu einem Auftritt in der The Gene Kelly Show im US-amerikanischen Fernsehen. Es folgte eine Karriere als Filmschauspielerin. Im Kino war die zierliche Aktrice mit den großen dunklen Augen vornehmlich auf die Rolle des braven Mädchens abonniert. Ihre wichtigste Rolle spielte sie in dem Edgar-Wallace-Film Die Gruft mit dem Rätselschloß als von Ganoven hart bedrängte Kathleen Kent. Ihre Filmkarriere beendete sie 1969.
Dornys war seit 1959 mit einem dänischen Industriellen verheiratet.

## Filmografie
- 1960: Strafbataillon 999
- 1961: Ramona
- 1962: Schwarze Rose, Rosemarie
- 1962: Schluck und Jau (TV)
- 1964: Das Wirtshaus von Dartmoor
- 1964: Die Gruft mit dem Rätselschloß
- 1964: Heiß weht der Wind
- 1964: Columbus – Bericht und Bildnis (TV)
- 1965: Ruf der Wälder
- 1966: 00Sex am Wolfgangsee
- 1967: Susanne – Die Wirtin von der Lahn
- 1968: Frau Wirtin hat auch einen Grafen
- 1969: Frau Wirtin hat auch eine Nichte
- 1969: Warum hab’ ich bloß 2x ja gesagt?